# 역사 앞에서
《역사 앞에서》는 대한민국 역사학자 김성칠이 쓴 일기이다. 

## 개요
서울대학교 국사학과의 전신인 경성대학 사학과 조교수로 지내고 있던 김성칠이 쓴 일기 중 광복 직후인 1945년 12월 1일부터 사망 전인 1951년 4월 8일까지의 부분을 전 이화여자대학교 국어국문학과 교수이자 김성칠의 부인인 이남덕과 전 계명대학교 사학과 교수이며 김성칠의 아들인 김기협이 엮어 낸 책이다. 이후 수 차례 개정되며 이화여자대학교 사학과 부교수로 역임 중인 정병준의 해제가 달리기도 했다.

## 내용
경성법학전문학교와 경성대학을 졸업, 금융조합(현 농협)에 근무하던 김성칠은 광복 후 본격적으로 사학자의 길을 걷고자 금융조합에 사표를 낸다. 금융조합에서 마지막으로 서울에서 근무했던 김성칠은 이후 모교인 경성대학과 경성법전에서 강의를 하며 해방공간 속에서 가족과 정신 없는 나날들을 보낸다. 그러던 중 한국 전쟁의 소용돌이에 빠져 들어가, 서울에서 조선 인민군과 대한민국 국군의 점령을 번갈아 목격하며 사학자로서, 그리고 자유주의자이자, 민족주의자로서 전쟁과 이에 휘말린 인간에 대해 일기로 쓰게 된다. 해방공간과 전쟁 시절의 정치인과 학자들, 그리고 서민의 삶은 물론 자신의 집을 둘러싸고 벌어지는 다양한 사건들을 세심하게 기록한 김성칠은 1.4 후퇴 직전 어지러운 분위기를 감지하고 가족과 함께 부산으로 내려가 전사편찬위원회에 소속되기도 하고 연구와 강의에 힘쓰는 등 바쁜 생활을 보냈지만, 1951년 부친의 죽음에 이어 그 역시 괴한의 총격에 의해 사망하며 생애를 마감한다.

## 목차
- - 김성칠 선생의 일기에 부쳐 (신경림)
  - 일러두기

- 제1부
  - 1945년 12월
  - 1946년 1~4월
  - 1950년 1월

- 제2부
  - 1950년 6월
  - 1950년 7월
  - 1950년 8월

- 제3부
  - 1950년 9월
  - 1950년 10월
  - 1950년 11월
  - 1950년 12월
  - 1951년 3~4월

- 김성칠을 기억하며
  - 사람답게 사는 길 (강신항)
  - 조국 수난의 동반자 (이남덕)
  - 군계일학의 외삼촌 (정기돈)
  - 동양사연구실과 김성칠 선생 (고병익)

## 등장 인물
| - 김성칠 - 이남덕 - 김기협 - 이철 - 이인 - 박종홍 - 이재형 - 이본녕 - 이상길 - 김일식 - 윤장혁 - 장적우 - 고옥남 - 독은기 - 김득중 | - 이긍종 - 차낙훈 - 손우성 - 이희승 - 유열 - 이극로 - 김병제 - 신도성 - 김상기 - 김일출 - 강신항 - 이병기 - 이병도 - 성백선 - 이명선 | - 유응호 - 이종악 - 백남운 - 강진철 - 김재룡 - 진승록 - 홍승기 - 최윤식 - 김주인 - 이여성 - 김남수 - 이승엽 - 박헌영 - 김영재 | - 오세창 - 이시영 - 이승만 - 명제세 - 김현수 - 여운형 - 안호상 - 김효석 - 안재홍 - 조소앙 - 김효석 - 김규식 |

## 등장 사건
- 국대안 파동
- 한국 전쟁
- 해주공격설
- 제1차 서울 전투
- 미아리 전투
- 서울의대 부속병원 학살 사건
- 조선인민군의 서울 점령
- 인천 상륙 작전
- 서울 수복 전투
- 1.4 후퇴

## 타 미디어로의 이식
- 드라마 《역사 앞에서》, KBS 1TV, 1994년 6월 24일

## 수록
- 제7차 교육과정 고등학교 국어(하) (2002년)